# Metropolbahnhof
Metropolbahnhof und Aufkommensstarke Grenzstelle sind Kategorien, die seit 2018 im Trassenpreissystem der DB Netz AG (seit 2024 DB InfraGO AG) zur Anwendung kommen. Die Kategorien sind für die Berechnung der Trassenpreise im Schienenpersonenfernverkehr von Bedeutung.
Abschnitte von Tagesfernverkehrsverbindungen, die zwischen zwei solchen Bahnhöfen bzw. Grenzstellen liegen, fallen unter den geschwindigkeitsabhängigen Entgelttarif „Metro Tag“, auch wenn dazwischen an Nicht-Metropolbahnhöfen gehalten wird. Berühren diese Verbindungen nur einen oder keinen solchen Bahnhof bzw. Grenzstelle, bzw. beginnen oder enden nicht in solch einem Bahnhof, fallen diese Abschnitte unter den günstigeren einheitlichen Entgelttarif „Basic“.
Diese Gruppe der Metropolbahnhöfe enthält Verkehrsstationen, die von mehr als 50.000 Fahrgästen pro Tag genutzt werden. Es handelt sich deshalb größtenteils um Bahnhöfe der Preisklassen 1 und 2 sowie größere S-Bahn-Stationen. Von den 21 Bahnhöfen der Preisklasse 1 ist nur Dresden Hbf kein Metropolbahnhof.
Zur Abbildung von Metropolverkehren ins Ausland wurden aufkommensstarken Grenzstellen definiert. Diese umfasst Grenzbetriebsstellen mit mehr als 5250 Zügen des Fernverkehrs in der letzten abgeschlossenen Netzfahrplanperiode.
Die Liste wird alle fünf Jahre aktualisiert, zum ersten Mal zum Netzfahrplan 2023, wobei die Daten von 2020 zugrunde gelegt werden.
Aufgrund einer nicht rechtzeitig erfolgten Übernahme der EU-Richtlinie 2012/34 in deutsches Recht erfolgte die ursprünglich für 2017 geplante offizielle Einführung der Kategorie Metropolbahnhof erst im Trassenpreissystem 2018.

## Übersicht
Folgende Verkehrsstationen gelten als Metropolbahnhöfe:
- Berlin Hbf
- Berlin Alexanderplatz
- Berlin Friedrichstraße
- Berlin Gesundbrunnen
- Berlin Ostbahnhof
- Berlin Potsdamer Platz
- Berlin Ostkreuz
- Berlin Südkreuz
- Berlin Westkreuz
- Berlin Zoologischer Garten
- Bremen Hbf
- Bonn Hbf
- Dortmund Hbf
- Duisburg Hbf
- Düsseldorf Hbf
- Essen Hbf
- Frankfurt (Main) Hbf
- Frankfurt (Main) Hauptwache
- Frankfurt am Main Flughafen Fernbahnhof
- Frankfurt (Main) Flughafen Regionalbahnhof
- Frankfurt (Main) Konstablerwache
- Freiburg (Breisgau) Hbf
- Hamburg Hbf
- Hamburg-Altona
- Hamburg Dammtor
- Hamburg-Harburg
- Hamburg Jungfernstieg
- Hannover Hbf
- Karlsruhe Hbf
- Karlsruhe Albtalbahnhof
- Köln Hbf
- Köln Messe/Deutz
- Leipzig Hbf
- Mainz Hbf
- Mannheim Hbf
- München Hbf
- München Ost
- München Marienplatz
- München Karlsplatz
- München-Pasing
- München Rosenheimer Platz
- Münster (Westf) Hbf
- Nürnberg Hbf
- Potsdam Hbf
- Stuttgart Hbf
- Stuttgart Stadtmitte

Folgende Betriebsstellen gelten als aufkommensstarke Grenzstellen:
- Aachen Süd Grenze
- Aachen West Grenze
- Bad Schandau Grenze
- Basel Grenze
- Basel Grenze Muttenz
- Emmerich Grenze
- Kehl Grenze
- Kufstein Grenze
- Saarbrücken Grenze
- Salzburg Grenze

Fernverkehrszüge zwischen Salzburg, Kufstein und Innsbruck, die Deutschland über das Große Deutsche Eck durchfahren, werden dementsprechend im Trassenpreissystem auch wie Züge zwischen Metropolbahnhöfen behandelt.